# Tidstrogna instrument
Benämningen tidstrogna instrument används ofta i samband med inspelningar av framträdanden med barockmusik. Musikinstrument byggda eller rekonstruerade efter den för musiken aktuella epoken gör att många menar att då kan dagens musiker komma mycket nära den klang och den frasering som var tänkt för musiken ifråga.